# 亀井光
亀井 光（かめい ひかる、1909年（明治42年）1月1日 - 1986年（昭和61年）9月26日）は、日本の内務・労働官僚、政治家。参議院議員（1期、自由民主党）、福岡県知事（第6代-第9代）。陸軍司政官。
自由民主党元衆議院議員の太田誠一は女婿。

## 経歴
福岡県小倉市（現在の北九州市小倉北区）古船場町出身。藤吉の三男。
旧制小倉中学、旧制福岡高等学校を経て、1935年（昭和10年）東京帝国大学法学部卒業。内務省に入省。社会局属。労働省労働基準局長、労政局長などを歴任し、1960年（昭和35年）労働事務次官。1962年（昭和37年）参議院議員に当選、大蔵政務次官をつとめた。
1967年（昭和42年）4月、保守・中道統一候補として福岡県知事選挙に出馬し当選。県職員労働組合や教職員組合に対して強硬な姿勢で臨む一方で、元官僚・参議院議員として中央との強いパイプを背景に、日産自動車九州工場（現・日産自動車九州）の誘致や福岡県庁の東公園への移転などの施政を敷いた。保守地盤を背景に4選を果たすが、5選を目前にした1982年（昭和57年）、約6億円をかけた福岡県知事公舎の建設やハワイ州との姉妹縁組など、県費乱用が大きく問題化し、新聞各社が批判キャンペーンを展開し始めた。自民党県連内からも多選批判があり、あと1期だけという条件で自民党は74歳の亀井を推薦した。1983年（昭和58年）の県知事選挙は、社会党・共産党の統一候補である奥田八二との選挙戦となり、3月16日の公示直後は互角、選挙戦終盤は亀井やや有利とされた。しかし4月10日の選挙結果は奥田122万1,622票、亀井117万1,510票で、保守地盤では異例の約5万票差で亀井は敗れた。
県知事退任後、1984年（昭和59年）6月からは福岡空港ビルの社長を務めた。同年秋の叙勲で勲一等瑞宝章受章（勲六等からの昇叙）。1986年（昭和61年）9月26日死去、77歳。死没日をもって正六位から従三位に叙される。

## 人物
東大在学中、賄征伐にはじまる学内騒動の責任者として1年間停学処分を下され、この間に高等文官試験に合格する。
趣味は碁、麻雀、ゴルフ、長唄。宗教は浄土宗。